# Anna Widauer
Anna Widauer (* 1989 in Wörgl) ist eine österreichische Jazzmusikerin (Gesang, Songwriting).

## Wirken
Widauer studierte von 2010 bis 2013 am Tiroler Landeskonservatorium und anschließend an der Hochschule für Musik Basel bei Lisette Spinnler, wo sie 2016 ihr Studium mit Auszeichnung abschloss.
Widauer singt und schreibt Texte auf Deutsch, Englisch und im Tiroler Dialekt; sie interpretiert auch Jazzstandards. Im Improvisationsduo Lost Toys mit Tobias Steinberger legte sie das Album Time Collapses (2017) vor. Als Popduo Low Potion mit Chris Norz erschien 2019 das Album Silk Blue; ihr Programm „Lust auf wenig“ stellten sie 2022 auch national vor. Mit dem großformatigen Little Rosie‘s Kindergarten veröffentlichte sie das gleichnamige Album, das sie 2021 auch in Österreich präsentierte. Mit der Schauspielerin Sarah Jung und der Schlagzeugerin Judith Schwarz dramatisierte sie ein Programm nach Christine Nöstlinger. Weiterhin ist sie auf Alben von Nduduzo Makhathini (Inner Dimensions, In the Spirit of Ntu), Simsa Fünf (Perpetuum Mobile) und Linda Sikhakhane (Isambulo) zu hören.

## Preise und Auszeichnungen
2014 erhielt Widauer den Jugendjazzpreisden der Bank für Tirol und Vorarlberg.